# Japan Football League 2014
Die Japan Football League 2014 war die 16. Spielzeit der Japan Football League, nach der Einführung der J3 League zum ersten Mal als vierthöchste Spielklasse im japanischen Fußball. An ihr nahmen vierzehn Vereine teil.
Die Saison begann am 16. März 2014 mit dem ersten Spieltag der 1. Halbserie und endete am 29. November 2014 mit dem Meisterschafts-Rückspiel der beiden Halbseriensieger Honda FC und Sagawa Printing Kyōto. Hierbei setzte sich das Werksteam des Honda-Konzerns nach einem 2:2-Unentschieden im Hinspiel mit 3:2 im Rückspiel durch und errang so die insgesamt fünfte JFL-Meisterschaft.

## Modus
Alle Vereine trafen im Rahmen eines Doppelrundenturniers zweimal aufeinander, je einmal zuhause und einmal auswärts. Insgesamt bestritt eine Mannschaft somit 26 Spiele. Für einen Sieg gab es drei Punkte, bei einem Unentschieden erhielt jedes Team einen Zähler. Erstmals wurden Hin- und Rückrunde getrennt gewertet, zusätzlich wurde eine Gesamttabelle zur Bestimmung der möglichen Auf- und Absteiger in die J3 League 2015 gebildet. Alle drei Tabellen wurden nach den folgenden Kriterien erstellt:
1. Anzahl der erzielten Punkte
2. Tordifferenz
3. Erzielte Tore
4. Ergebnisse der Spiele untereinander
5. Entscheidungsspiel oder Münzwurf

Für den Aufstieg in die J3 League musste eine Mannschaft über die Lizenz für diese Spielklasse verfügen sowie innerhalb der besten Vier der Gesamttabelle abschließen. Es stiegen maximal zwei Vereine auf. Aufgrund der im Vergleich zu den Vorsaisons verminderten Teilnehmerzahl wurde der Abstieg am Ende der Saison ausnahmsweise komplett ausgesetzt, um möglichst schnell auf die für die Zukunft angestrebte Anzahl von sechzehn Mannschaften zu kommen.

## Teilnehmer
Die Gründung der J3 League hatte enorme Auswirkungen auf das Teilnehmerfeld der Japan Football League, die von ihren ehemals achtzehn Mannschaften der Vorsaison gleich zehn an die Profiliga J. League abgeben musste. AC Nagano Parceiro, SC Sagamihara, FC Machida Zelvia, Zweigen Kanazawa, Blaublitz Akita, FC Ryūkyū, YSCC Yokohama, Fujieda MYFC und Fukushima United FC gehörten hierbei zu den ersten Mannschaften der J3 League 2014, zudem konnte sich Kamatamare Sanuki in Playoffs gegen Kataller Toyama, den Letzten der J. League Division 2 2013, durchsetzen und so in die J. League Division 2 2014 aufsteigen.
Um den Aderlass einigermaßen aufzufangen, wurden gleich sechs Mannschaften in die Spielklasse aufgenommen. Wie gewohnt befanden sich mit Fagiano Okayama Next und Kagoshima United FC Mannschaften der Regionalliga-Finalrunde unter den Neuankömmlingen; Fagiano Next war hierbei die Reservemannschaft des J.-League-Vereins Fagiano Okayama und beendete die Finalrunde hinter dem in die J3 League aufgenommenen Meister Grulla Morioka auf dem zweiten Platz, Kagoshima United hingegen war ein zur Saison 2014 aus den beiden auf den Plätzen drei und vier der Finalrunde eingelaufenen Lokalrivalen FC Kagoshima und Volca Kagoshima neu gegründeter Verein.
Darüber hinaus erhielten Vanraure Hachinohe, azul claro Numazu, FC Maruyasu Okazaki sowie Renofa Yamaguchi FC die Zulassung zur Japan Football League. Mit Ausnahme der Firmenmannschaft von Maruyasu Industries handelte es sich dabei ausschließlich um Teams, die vor der Saison den Status als J. League-Hundertjahrplan-Verein, nicht aber die Lizenz für die J3 League erhalten hatten. Kurz nach Saisonbeginn erhielt Tochigi Uva FC ebenfalls den Hundertjahrplan-Verein-Status.
Neben all diesen neuen Mannschaften veränderten zwei weitere Clubs ihren Namen, um die Bindung zwischen Mannschaft und Verein zu verstärken. Aus Sagawa Printing SC wurde Sagawa Printing Kyōto, Hoyo Ōita benannte sich in Verspah Ōita um.
| Team                  | Stadt                | Bemerkungen                                                                    |
| --------------------- | -------------------- | ------------------------------------------------------------------------------ |
| azul claro Numazu     | Numazu, Shizuoka     | J. League-Hundertjahrplan-Verein, Aufsteiger aus der Tōkai-Regionalliga        |
| Fagiano Okayama Next  | Okayama, Okayama     | Aufsteiger aus der Chūgoku-Regionalliga                                        |
| Honda FC              | Hamamatsu, Shizuoka  |                                                                                |
| Honda Lock SC         | Miyazaki, Miyazaki   |                                                                                |
| Kagoshima United FC   | Kagoshima, Kagoshima | Fusion der beiden Kyūshū-Regionalliga-Vereine FC Kagoshima und Volca Kagoshima |
| FC Maruyasu Okazaki   | Okazaki, Aichi       | Aufsteiger aus der Tōkai-Regionalliga                                          |
| MIO Biwako Shiga      | Kusatsu, Shiga       |                                                                                |
| Renofa Yamaguchi FC   | Yamaguchi, Yamaguchi | J.-League-Hundertjahrplan-Verein, Aufsteiger aus der Chugoku-Regionalliga      |
| Sagawa Printing Kyōto | Mukō, Kyōto          |                                                                                |
| Sony Sendai FC        | Tagajō, Miyagi       |                                                                                |
| Tochigi Uva FC        | Tochigi, Tochigi     | J.-League-Hundertjahrplan-Verein                                               |
| Vanraure Hachinohe    | Hachinohe, Aomori    | J.-League-Hundertjahrplan-Verein, Aufsteiger aus der Tōhoku-Regionalliga       |
| Verspah Ōita          | Yufu, Ōita           |                                                                                |
| Yokogawa Musashino FC | Musashino, Tokio     |                                                                                |

## Statistiken

### 1. Halbserie
Die Spiele der ersten Halbserie wurden vom 16. März 2014 bis zum 8. Juni 2014 ausgetragen.

#### Tabelle
| Pl.                    | Verein                   | Sp. | S  | U | N | Tore    | Diff. | Punkte |
| ---------------------- | ------------------------ | --- | -- | - | - | ------- | ----- | ------ |
| 1.                     | Honda FC                 | 13  | 11 | 1 | 1 | 037:800 | +29   | 34     |
| 2.                     | Kagoshima United FC (N)  | 13  | 11 | 1 | 1 | 026:140 | +12   | 34     |
| 3.                     | Sagawa Printing Kyōto    | 13  | 9  | 0 | 4 | 022:140 | +8    | 27     |
| 4.                     | Sony Sendai FC           | 13  | 8  | 2 | 3 | 017:130 | +4    | 26     |
| 5.                     | Verspah Ōita             | 13  | 6  | 5 | 2 | 019:170 | +2    | 23     |
| 6.                     | Renofa Yamaguchi FC (N)  | 13  | 7  | 1 | 5 | 022:170 | +5    | 22     |
| 7.                     | azul claro Numazu (N)    | 13  | 3  | 5 | 5 | 019:140 | +5    | 14     |
| 8.                     | Yokogawa Musashino FC    | 13  | 3  | 3 | 7 | 015:210 | −6    | 12     |
| 9.                     | Vanraure Hachinohe (N)   | 13  | 3  | 3 | 7 | 020:280 | −8    | 12     |
| 10.                    | Fagiano Okayama Next (N) | 13  | 2  | 5 | 6 | 015:180 | −3    | 11     |
| 11.                    | Tochigi Uva FC           | 13  | 2  | 4 | 7 | 014:240 | −10   | 10     |
| 12.                    | Honda Lock SC            | 13  | 2  | 4 | 7 | 013:190 | −6    | 10     |
| 13.                    | MIO Biwako Shiga         | 13  | 2  | 3 | 8 | 007:180 | −11   | 09     |
| 14.                    | FC Maruyasu Okazaki (N)  | 13  | 1  | 5 | 7 | 012:330 | −21   | 08     |
| Stand: Ende der Saison |                          |     |    |   |   |         |       |        |

| Nach Ende der Halbserie:                                | |
| Qualifikation für die Meisterschaftsendspiele: Honda FC | |
| (N)                                                     | Neuling, Aufsteiger aus den Regionalligen 2013: azul claro Numazu, Fagiano Okayama Next, Kagoshima United FC, FC Maruyasu Okazaki, Renofa Yamaguchi FC, Vanraure Hachinohe |

### 2. Halbserie
Die Spiele der zweiten Halbserie wurden vom 19. Juli 2014 bis zum 11. November 2014 ausgetragen.

#### Tabelle
| Pl.                    | Verein                   | Sp. | S  | U | N | Tore    | Diff. | Punkte |
| ---------------------- | ------------------------ | --- | -- | - | - | ------- | ----- | ------ |
| 1.                     | Sagawa Printing Kyōto    | 13  | 11 | 1 | 1 | 037:800 | +29   | 34     |
| 2.                     | Renofa Yamaguchi FC (N)  | 13  | 9  | 2 | 2 | 026:140 | +12   | 29     |
| 3.                     | Kagoshima United FC (N)  | 13  | 7  | 2 | 4 | 022:140 | +8    | 23     |
| 4.                     | Yokogawa Musashino FC    | 13  | 6  | 5 | 2 | 017:130 | +4    | 23     |
| 5.                     | Sony Sendai FC           | 13  | 5  | 5 | 3 | 019:170 | +2    | 20     |
| 6.                     | Honda FC                 | 13  | 5  | 4 | 4 | 022:170 | +5    | 19     |
| 7.                     | Vanraure Hachinohe (N)   | 13  | 5  | 3 | 5 | 019:140 | +5    | 18     |
| 8.                     | azul claro Numazu (N)    | 13  | 5  | 3 | 5 | 015:210 | −6    | 18     |
| 9.                     | Honda Lock SC            | 13  | 5  | 2 | 6 | 020:280 | −8    | 17     |
| 10.                    | MIO Biwako Shiga         | 12  | 4  | 1 | 7 | 015:180 | −3    | 13     |
| 11.                    | Fagiano Okayama Next (N) | 13  | 3  | 3 | 7 | 014:240 | −10   | 12     |
| 12.                    | Verspah Ōita             | 13  | 2  | 4 | 7 | 013:190 | −6    | 10     |
| 13.                    | Tochigi Uva FC           | 13  | 2  | 3 | 8 | 007:180 | −11   | 09     |
| 14.                    | FC Maruyasu Okazaki (N)  | 13  | 2  | 2 | 9 | 012:330 | −21   | 08     |
| Stand: Ende der Saison |                          |     |    |   |   |         |       |        |

| Nach Ende der Halbserie:                                          | |
| Qualifikation für die Meisterschaftsspiele: Sagawa Printing Kyōto | |
| (N)                                                               | Neuling, Aufsteiger aus den Regionalligen 2013: azul claro Numazu, Fagiano Okayama Next, Kagoshima United FC, FC Maruyasu Okazaki, Renofa Yamaguchi FC, Vanraure Hachinohe |

### Meisterschaftsendspiele
Der Gewinner der 1. Halbserie, Honda FC, spielte in Hin- und Rückspiel gegen den Gewinner der 2. Halbserie, Sagawa Printing Kyōto. Bei Gleichstand nach Hin- und Rückspiel entschied die Anzahl der auswärts erzielten Tore. Waren diese ebenfalls gleich, wurde eine Verlängerung von zweimal 15 Minuten und, falls nötig, ein Elfmeterschießen durchgeführt.
|          | Gesamt |                       | Hinspiel | Rückspiel |
| -------- | ------ | --------------------- | -------- | --------- |
| Honda FC | 5:4    | Sagawa Printing Kyōto | 2:2      | 3:2       |

### Gesamte Saison
Mögliche Aufsteiger in die J3 League 2015 wurden durch Bildung einer Gesamttabelle ermittelt. Von den vier Hundertjahrplan-Vereinen azul Claro Numazu, Renofa Yamaguchi FC, Tochigi Uva FC und Vanraure Hachinohe kamen maximal zwei Mannschaften in Frage, sofern sie unter den besten Vier der Abschlusstabelle endeten und die wirtschaftlichen Voraussetzungen für die J3 League erfüllten.

#### Tabelle
| Pl.                    | Verein                   | Sp. | S  | U | N  | Tore    | Diff. | Punkte |
| ---------------------- | ------------------------ | --- | -- | - | -- | ------- | ----- | ------ |
| 1.                     | Honda FC                 | 26  | 16 | 5 | 5  | 058:280 | +30   | 53     |
| 2.                     | Sagawa Printing Kyōto    | 26  | 20 | 1 | 5  | 058:200 | +38   | 61     |
| 3.                     | Kagoshima United FC (N)  | 26  | 18 | 3 | 5  | 045:190 | +26   | 57     |
| 4.                     | Renofa Yamaguchi FC (N)  | 26  | 16 | 3 | 7  | 051:270 | +24   | 51     |
| 5.                     | Sony Sendai FC           | 26  | 13 | 7 | 6  | 045:290 | +16   | 46     |
| 6.                     | Yokogawa Musashino FC    | 26  | 9  | 8 | 9  | 031:310 | ±0    | 35     |
| 7.                     | Verspah Ōita             | 26  | 8  | 9 | 9  | 030:280 | +2    | 33     |
| 8.                     | azul claro Numazu (N)    | 26  | 8  | 8 | 10 | 026:350 | −9    | 32     |
| 9.                     | Vanraure Hachinohe (N)   | 26  | 8  | 6 | 12 | 030:320 | −2    | 30     |
| 10.                    | Honda Lock SC            | 26  | 7  | 6 | 13 | 031:520 | −21   | 27     |
| 11.                    | Fagiano Okayama Next (N) | 26  | 5  | 8 | 13 | 024:460 | −22   | 23     |
| 12.                    | MIO Biwako Shiga         | 26  | 6  | 4 | 16 | 024:500 | −26   | 22     |
| 13.                    | Tochigi Uva FC           | 26  | 4  | 7 | 15 | 016:370 | −21   | 19     |
| 14.                    | FC Maruyasu Okazaki (N)  | 26  | 3  | 7 | 16 | 023:580 | −35   | 16     |
| Stand: Ende der Saison |                          |     |    |   |    |         |       |        |

| (N) | Neuling, Aufsteiger aus den Regionalligen 2013: azul claro Numazu, Fagiano Okayama Next, Kagoshima United FC, FC Maruyasu Okazaki, Renofa Yamaguchi FC, Vanraure Hachinohe |

## Torschützenliste
Stand: Saisonende 2014
| Platz | Spieler          | Mannschaft          | Tore |
| ----- | ---------------- | ------------------- | ---- |
| 1.    | Kazuhito Kishida | Renofa Yamaguchi FC | 17   |
| 2.    | Takaki Fukumitsu | Verspah Ōita        | 13   |
| 3.    | Yuta Uchino      | Sony Sendai FC      | 12   |
| 4.    | Daiki Kagawa     | Honda FC            | 11   |
| 5.    | Kazuma Sato      | SP Kyōto FC         | 10   |
| 6.    | Gen Nakamura     | SP Kyōto FC         | 9    |
| 7.    | Akira Akao       | Kagoshima United FC | 8    |
| 7.    | Noriaki Fujimoto | SP Kyōto FC         | 8    |
| 7.    | Daisuke Kurosu   | SP Kyōto FC         | 8    |
| 10.   | Yūya Yamada      | Kagoshima United FC | 7    |
| 10.   | Taishi Kusaka    | FC Maruyasu Okazaki | 7    |
| 10.   | Makoto Nakasuji  | Kagoshima United FC | 7    |
| 10.   | Kiichi Iga       | Honda FC            | 7    |
| 10.   | Tatsuya Saito    | MIO Biwako Shiga    | 7    |